# Iryzacja

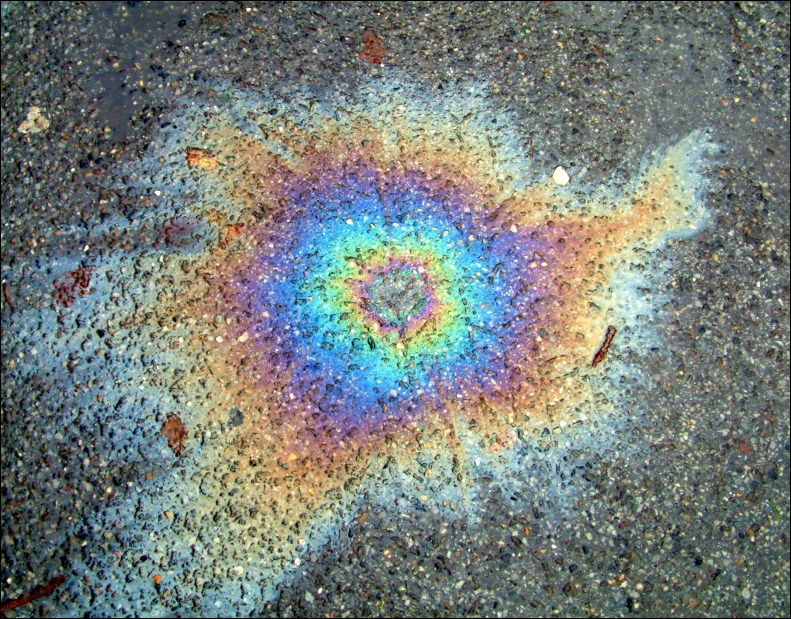
Iryzująca plama benzyny

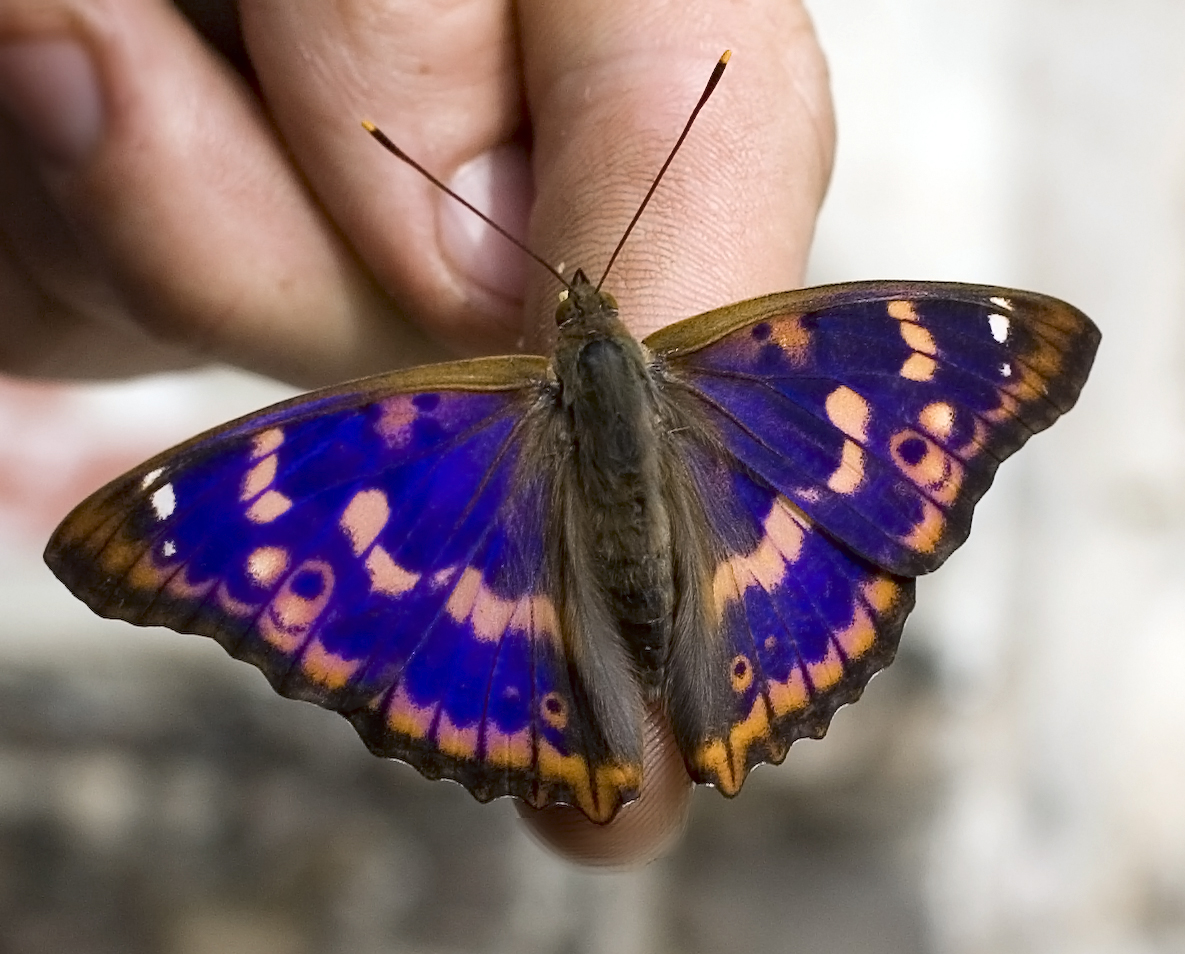
Iryzujące skrzydła motyla

Iryzacja, tęczowanie, biol. ubarwienie strukturalne (gr. Iris „tęcza”) – zjawisko optyczne polegające na powstawaniu tęczowych barw w wyniku interferencji światła białego odbitego od przezroczystych lub półprzezroczystych ciał składających się z wielu warstw substancji o różnych własnościach optycznych. Występuje m.in. na powierzchni minerałów, macicy perłowej, plamach cieczy (np. benzyny), bańkach mydlanych, a czasem w atmosferze – na chmurach. Bywa też wywoływane sztucznie i wykorzystywane przy produkcji ozdobnych iryzowanych wyrobów szklanych i ceramicznych.
Nazwa pochodzi z mitologii greckiej od imienia bogini Iris – posłanki bogów, będącej personifikacją tęczy.

## Wyjaśnienie fizyczne

### Interferencja na cienkich błonach

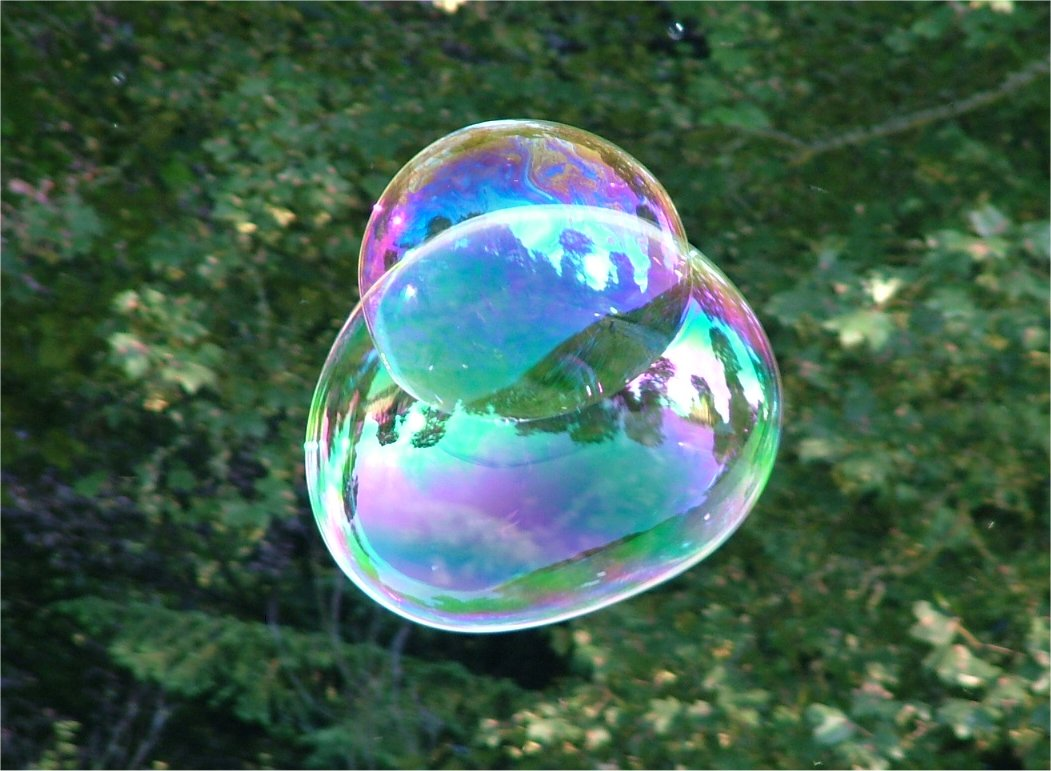
Tęczowe barwy bańki mydlanej

Kolorowe wzory powstające na plamie oleju lub bańce mydlanej wywołane są odbiciem światła od jej obu powierzchni (zewnętrznej i wewnętrznej) oraz interferencji odbitych promieni. Układ barw przypomina układ barw tęczy, jednak nie są to takie same układy, gdyż przy odbiciu od cienkich warstw decyduje wzmocnienie lub osłabienie interferencyjne, a w tęczy różne kierunki załamania światła w kropli wody w zależności od długości fali światła.
Gdy światło pada na błonkę, pewna jego część odbija się od jej zewnętrznej powierzchni, część przechodzi przez nią i może odbić się od powierzchni wewnętrznej. Obserwowane światło jest sumą obu fal odbitych. Światło odbite od pierwszej powierzchni zwykle ma fazę przeciwną niż światło padające. Światło odbite od tylnej powierzchni nie zmienia fazy w wyniku odbicia, gdy współczynnik załamania materiału za wewnętrzną powierzchnią jest mniejszy od współczynnika załamania światła błonki, a zmienia fazę – gdy jest większy.

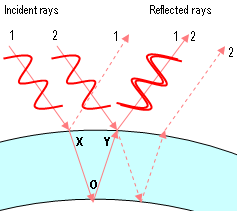
Fale odbite w zgodnej fazie

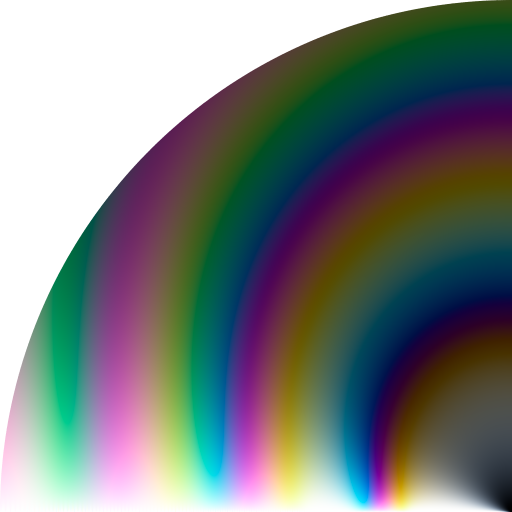
Symulacja odbicia światła od bańki o grubości 690 nm

Światło, odbijając się od bańki mydlanej, zmienia fazę na przedniej powierzchni, a nie zmienia na tylnej.
Dla fali odbitej prostopadle od powierzchni błonki:
- wzmocnienie fal zachodzi dla:

{\displaystyle 2dn=(m+0{,}5)\lambda ,}
co odpowiada
{\displaystyle \lambda _{max}={\frac {2dn}{m+0{,}5}}}
- minimalne natężenia uzyskuje się, gdy

{\displaystyle 2dn=m\lambda ,}
co odpowiada
{\displaystyle \lambda _{min}={\frac {2dn}{m}},}
gdzie:
- {\displaystyle n} – współczynnik załamania substancji tworzącej błonkę,
- {\displaystyle d} – grubość błonki,
- {\displaystyle m-0,1,2,3\dots }

Dla światła padającego pod kątem {\displaystyle \alpha } do powierzchni droga przebyta przez falę odbitą od tylnej strony błonki jest większa, przy pominięciu załamania światła wynosi:
{\displaystyle d_{k}={\frac {d}{\sin(\alpha )}}.}
W związku z tym wzmocnienie zachodzi dla fal o długościach:
{\displaystyle \lambda _{max}={\frac {2dn}{(m+0,5)\sin(\alpha )}},}
zaś wygaszanie:
{\displaystyle \lambda _{min}={\frac {2dn}{(m)\sin(\alpha )}}.}

### Interferencja na spękaniach i niejednorodnościach
Mechanizm iryzacji na spękaniach i niejednorodnościach jest identyczny jak dla cienkich warstw.
W ciałach stałych grubość warstwy, na której zachodzi interferencja i dyfrakcja światła może być przestrzennie zmienna, dając wzory kolorystyczne zgodne ze zmianami grubości warstw.

## Mineralogia

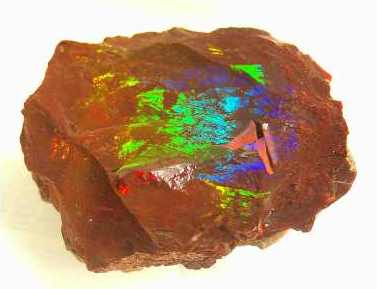
Iryzacja na opalu z Etiopii

Barwny, niekiedy migotliwy odblask lub poświata pojawiająca się na ścianach bądź powierzchniach łupliwości jest obserwowany na powierzchni niektórych minerałów, najczęściej przezroczystych. Odmiany:
- labradoryzacja – gra barw w metalicznie lśniących odcieniach, często niebieska lub zielonkawa,
- opalescencja – mlecznobiała, mlecznoniebieska lub perłowo lśniąca poświata,
- schillerescencja – migotliwość odznaczająca się tęczową grą barw bądź efektem charakterystycznej migotliwości.

Gra barw jest wywołana rozszczepieniem się światła odbijanego (dyspersja), załamywanego lub ulegającego ugięciu (dyfrakcja) i interferencji na występach i pęknięciach struktury wewnętrznej takich jak: powierzchnia łupliwości, spękania, dyslokacje, szczeliny, pustki, inkluzje. Bardzo dobrze widoczna jest w labradorze, gdzie określa się ją jako labradoryzacja (labradodoroscencja), w niektórych skaleniach potasowych, tzw. kamieniach księżycowych – opalescencja. W handlu kamieniami szlachetnymi efekt ten wykorzystuje się u kryształu górskiego, sztucznie wywołując w nim pęknięcia. 

## Meteorologia

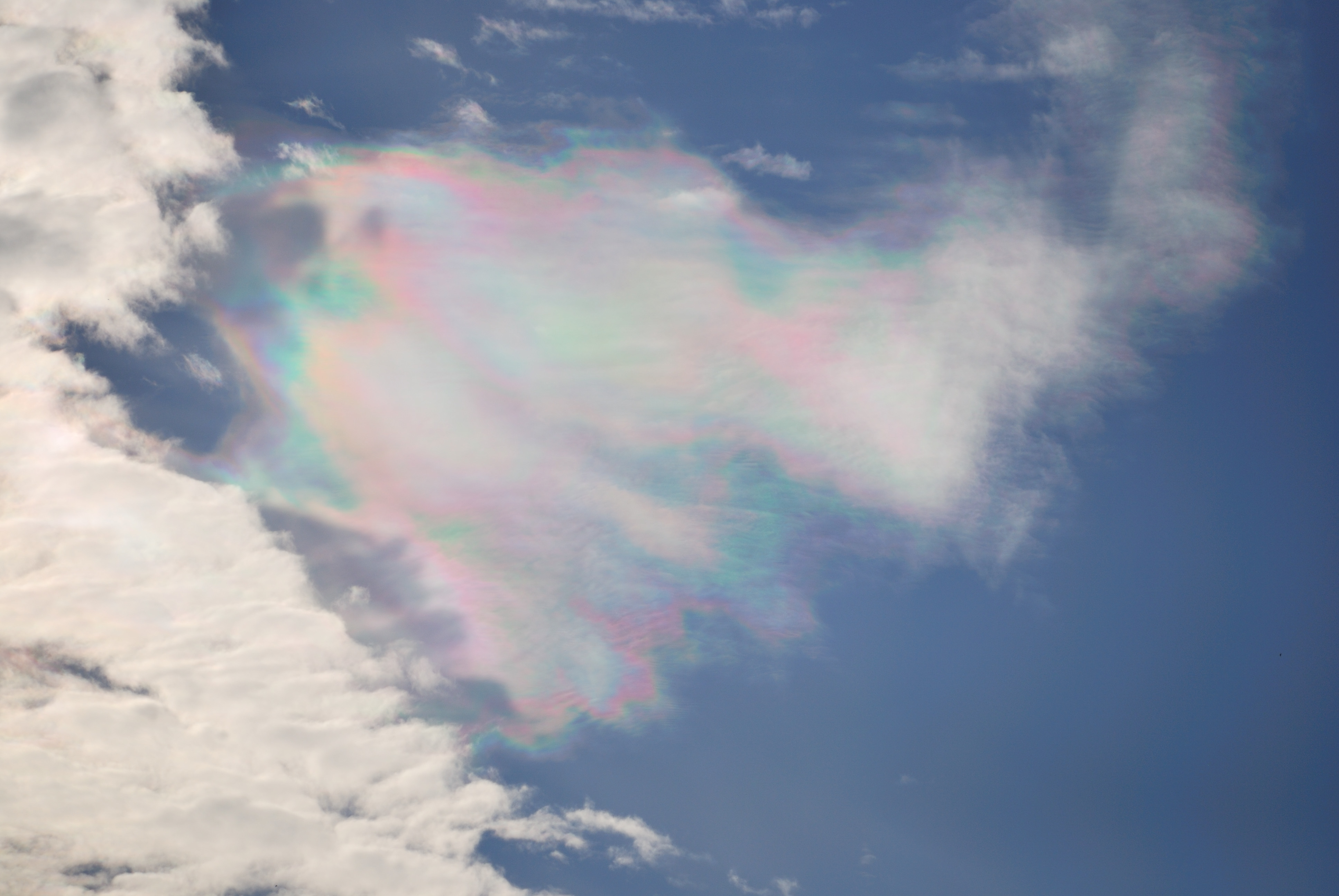
Iryzacja na chmurach

Na chmurach obserwuje się niekiedy krótkotrwałe zjawisko powstawania układów pastelowych barw przeważnie zielonych i różowych, które nazywane jest iryzacją. Barwy te bywają niekiedy pomieszane, przypominające błyszczącą masę perłową, niekiedy zaś w postaci smug równoległych do brzegów chmur. Zjawisko iryzacji chmur jest tego samego pochodzenia, co wieńce, czyli powstają wskutek dyfrakcji światła. Występuje na chmurach Altocumulus lenticularis, rzadziej na Cumulus, Cirrocumulus i Stratocumulus.

## Biologia

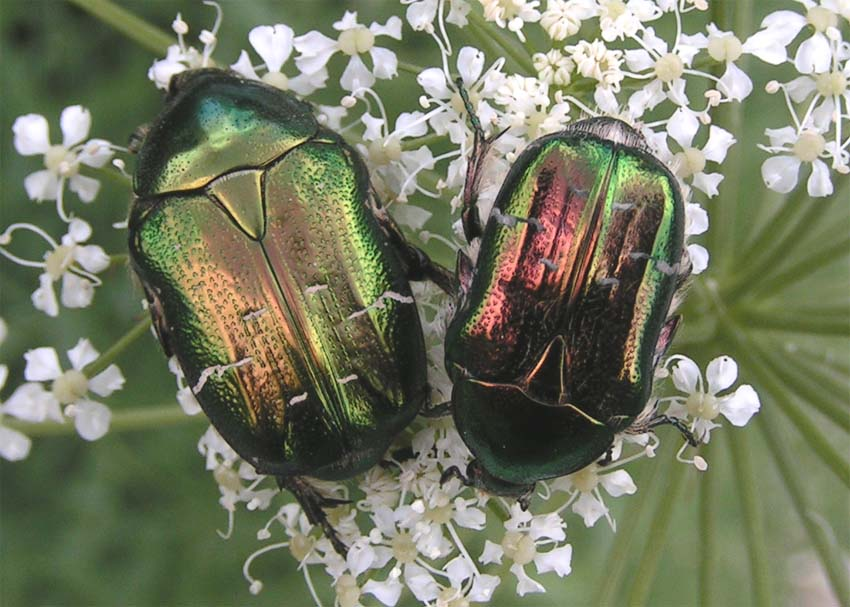
Kruszczyca złotawka Cetonia aurata

Błyszczące metaliczne lub tęczowe ubarwienie zwierząt (np. ptaków, owadów, ryb, gadów) wywołane ugięciem, interferencją lub rozproszeniem światła w okrywach ciała, muszlach, szczecinkach, łuskach, piórach nazywane jest iryzacją lub ubarwieniem strukturalnym. Takie tęczujące barwy można zaobserwować na:
- powłokach perłowych muszli mięczaków – łodziki, perłopław
- skrzydłach motyli – morpho menelaus, morpho helena, mieniak tęczowiec
- pancerzach owadów – kruszczyca złotawka, biegacz złocisty, żuk gnojowy
- łuskach gadów –tęczowiec, boa tęczowy[1]
- piórach ptaków – paw indyjski, sójka zwyczajna
- skórze ssaków – mandryl barwnolicy[2]

## Iryzowanie ozdobne

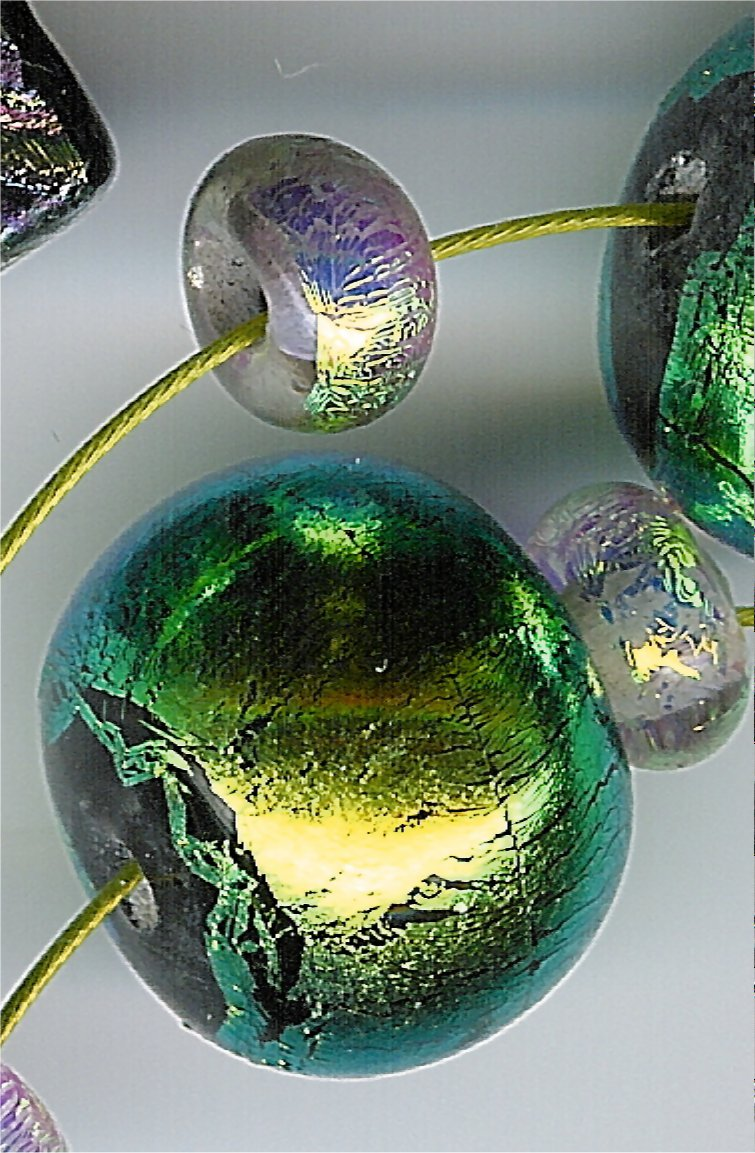
Iryzowane wyroby ceramiczne

Iryzowanie to także metoda zdobienia szkła polegającą na wytworzeniu na jego powierzchni cienkiej przezroczystej warstewki mieniącej się barwami tęczy. Jest to dość łatwy do wykonania i stosunkowo tani sposób zdobienia i wykorzystuje się go w zdobnictwie wyrobów szklanych i ceramicznych. Rezultat jest efektowny i stosuje się tę metodę do zdobienia wyrobów gospodarczych, galanterii i biżuterii.
Wyroby iryzowane były wytwarzane na Bliskim Wschodzie już od IX w. W Hiszpanii produkowano je XIV-XVII w.

### Iryzacja szkła

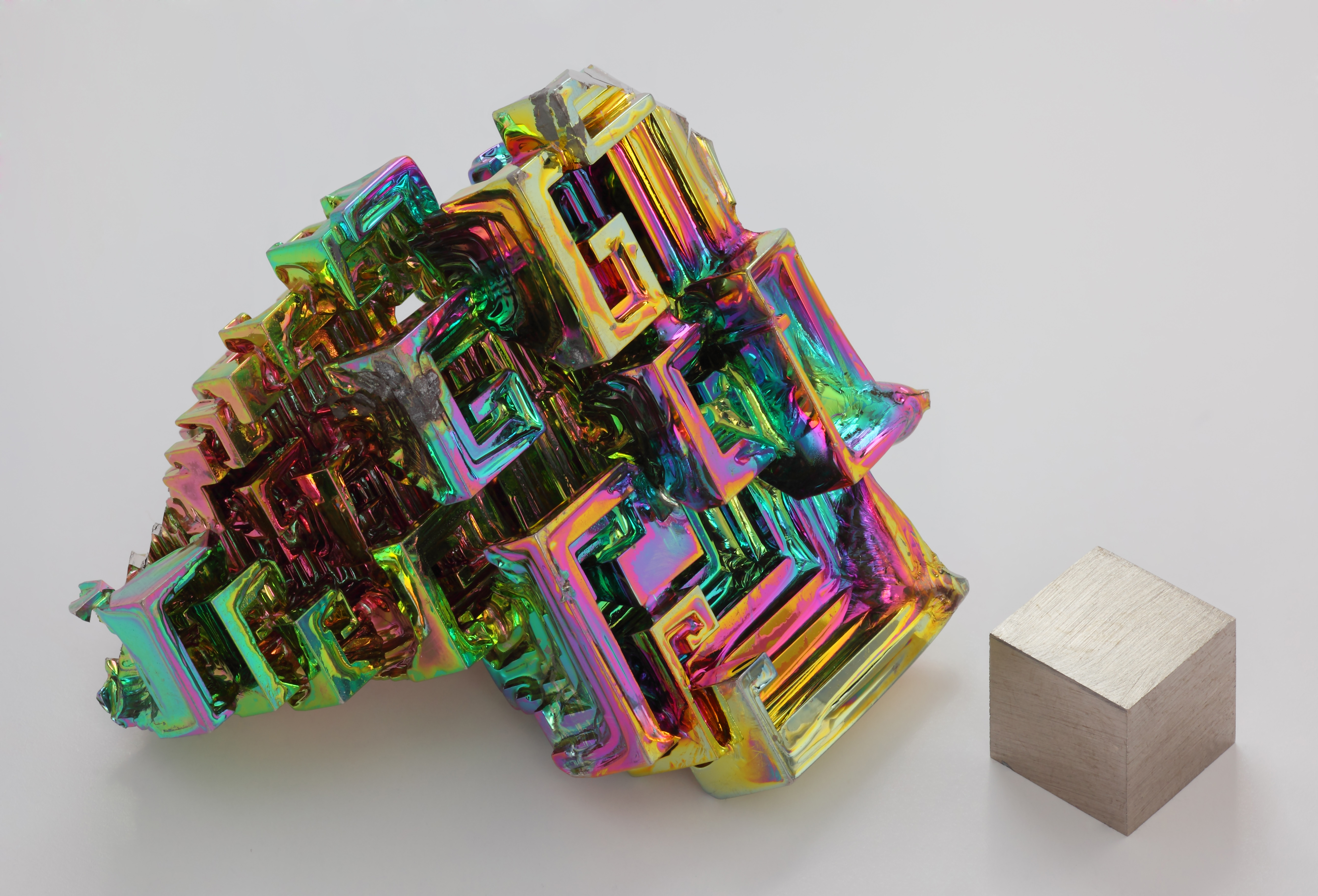
Iryzacja kryształu bizmutu spowodowana obecnością cienkiej warstwy tlenku na powierzchni metalu. Obok sześcian z czystego bizmutu.

Szkło pokrywa się cienką warstwą substancji o współczynniku załamania światła większym od współczynnika załamania światła w szkle. Szkło iryzowane zachowuje przezroczystość i tylko światło odbite od powierzchni szkła staje się różnobarwne. Warstwa ta musi dobrze przylegać do szkła, być wytrzymała na ścieranie oraz odporna na działanie wody.
Stosuje się trzy metody iryzacji:
- hutnicza, która polega na osadzaniu par związków iryzujących na powierzchni gorącego szkła bezpośrednio po ukształtowaniu szkła,
- próżniowa polegająca na osadzaniu par związków iryzujących na szkle w aparaturze próżniowej,
- malarska polegająca na nanoszeniu na zdobione szkło warstwy farb iryzujących i ogrzewaniu całości do temperatury bliskiej temperaturze mięknienia szkła.

Warstwę iryzującą tworzą tlenki metali, które odpowiednio zmieniają współczynnik załamania światła. Popularne gatunki szkła mają współczynnik załamania światła ok. 1,5-1,6. Współczynnik warstewki iryzującej powinien przekraczać 2,2. Współczynniki załamania światła czystych tlenków kilku metali wynoszą:
- tlenek cynawy SnO – 1,86
- dwutlenek tytanu TiO2 – 2,69
- trójtlenek bizmutu Bi2O3 – 2,45
- dwutlenek cezu CsO2 – 2,20
- trójtlenek antymonu Sb2O3 – 3,01

Składnikami past stosowanych do iryzowania szkła są sole metali, które w procesie technologicznym ulegają termicznemu rozkładowi z wytworzeniem aktywnych tlenków, które reagują ze szkłem. Najczęściej stosowanymi solami przy iryzacji są związki cyny i tytanu.

### Iryzacja ceramiki
Dla uzyskania efektu iryzacji ceramikę pokrywa się farbą zrobioną z siarki połączonej z tlenkiem miedzi lub tlenkiem srebra i żywicą, którą nanosi się bezpośrednio na naczynie lub polewę cynową. Po wypaleniu przy małym dostępie powietrza, naczynie nabiera połysku i mieni się tęczowymi barwami. Farba ta nosi nazwę luster i została wynaleziona w Egipcie około IX w. Była stosowana w Mezopotamii, Hiszpanii i Włoszech w XIV, XV i XVI w.

## Naturalna iryzacja szkła
Zaobserwowano, że szkła leżące długi czas w ziemi ulegają naturalnej iryzacji.
Szkło okienne produkowane [obecnie rzadko stosowaną] metodą walcowania stalowymi walcami, czasami ulega zanieczyszczeniu na powierzchni związkami metali. Związki te, dyfundując w warstwie powierzchniowej, tworzą cienką warstwę, na której światło ulega interferencji. Powstające wzory są zazwyczaj symetryczne względem wnoszonego zanieczyszczenia. Efekty te są przyczyną pojawiania się „cudownych postaci” na szybach.